# Casa Barroca de las Atarazanas

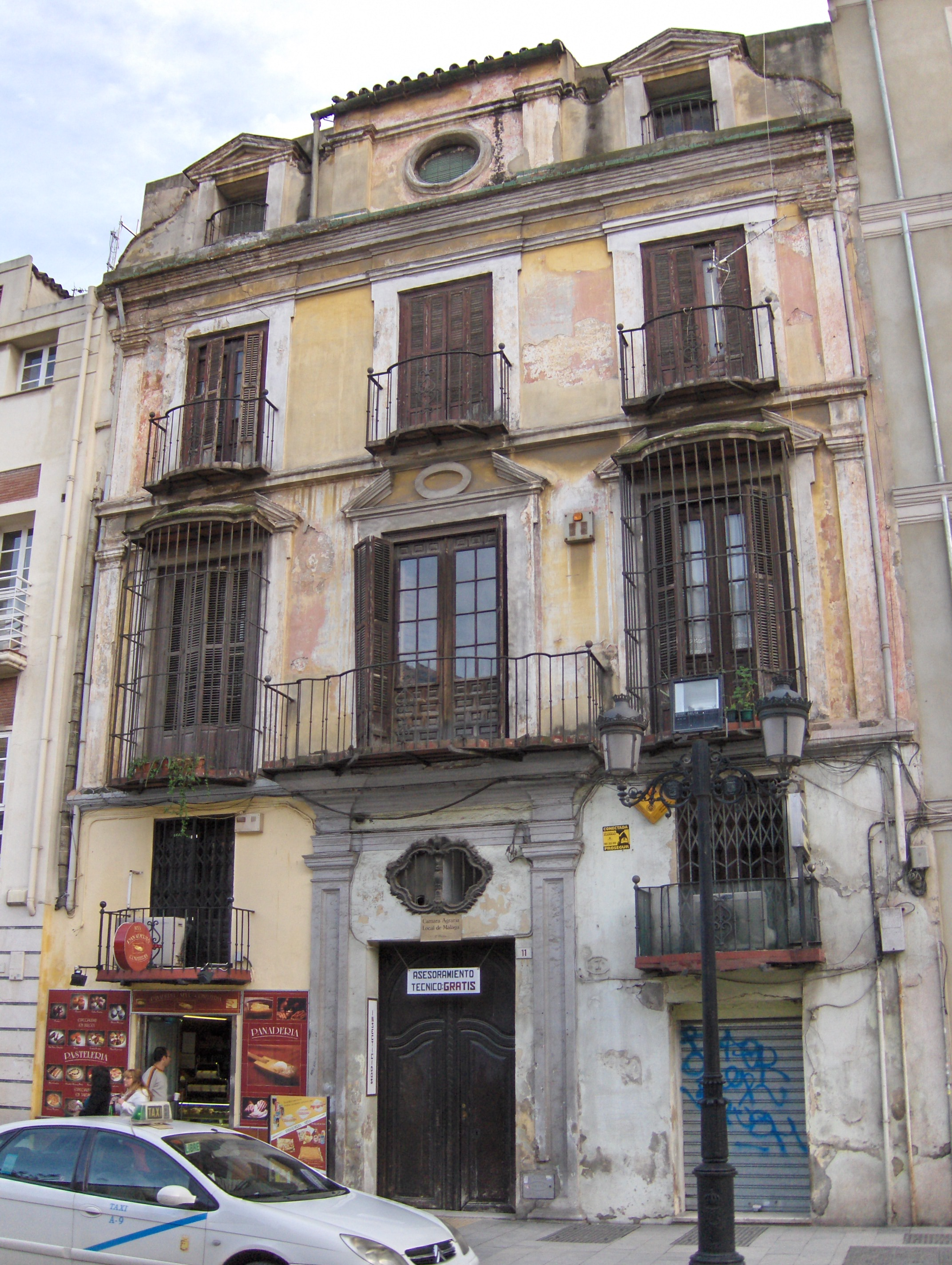
Fachada principal.

La Casa Barroca de las Atarazanas es un inmueble sito en el n.º 11 de la calle Atarazanas de Málaga capital, (Andalucía, España), constituyendo uno de los mejores ejemplos del barroco malagueño.

## Historia
Construido en la segunda mitad del siglo XVIII y que se atribuye al arquitecto José Martín de Aldehuela, autor del Acueducto de San Telmo y del Puente Nuevo de Ronda, entre otras obras.

## Descripción
El edificio tiene tres pisos de altura sobre la baja, separados por pilastras y con unos espectaculares cierros cubiertos de rejería. Un elemento destacado es la claraboya de tipo rococó que se aprecia justo encima de la puerta de entrada. En el interior resalta la luz que proporciona una claraboya al patio central y la escalera de tipo imperial que permite el acceso a los pisos superiores. El primer tramo está ricamente decorado con ménsulas donde se representan escenas militares, musicales y angelotes. En la planta baja también existe un zócalo de azulejos vidriados, provenientes de una intervención posterior.

## Conservación
Su fachada se encontraba muy dañada, con ayuda del Ayuntamiento, los propietarios llevaron a cabo su rehabilitación desde 2016.